# جلال أمين
جلال الدين أحمد أمين (1935م - 25 سبتمبر 2018م)، عالم اقتصاد وأكاديمي وكاتب مصري.
من أشهر كتبه كتاب «ماذا حدث للمصريين؟» الذي يشرح التَّغيُّر الاجتماعي والثقافي في حياة المصريين خلال الفترة من 1945 إلى 1995، أي خلال نصف قرن من الزمان ويعزي هذا التغير الملحوظ إلى ظاهرة الحراك الاجتماعي. ووالده هو الكاتب أحمد أمين. توفي في 25 سبتمبر 2018.

## دراسته وعمله
تخرج في كلية الحقوق جامعة القاهرة عام 1955م. حصل على الماجستير والدكتوراه من جامعة لندن. شغل منصب أستاذ الاقتصاد بكلية الحقوق بجامعة عين شمس من 1965 إلى 1974 وعمل مستشارا اقتصاديا للصندوق الكويتي للتنمية من 1974 إلى 1978 كما عمل أستاذا زائرا للاقتصاد في جامعة كاليفورنيا من 1978 إلى 1979 وأستاذا للاقتصاد بالجامعة الأميركية بالقاهرة من 1979 وحتى وفاته في الخامسة والعشرين من شهر سبتمبر 2018 بعد صراع مع المرض.

## أهم كتبه
- وصف مصر في نهاية القرن العشرين: يقدم هذا الكتاب تصويرا بارعا لما آل إليه المجتمع في نهاية القرن العشرين، في الاقتصاد والسياسة والثقافة والإعلام، وفي العلاقات الاجتماعية، بما في ذلك العلاقة بين الطبقات، وبين الناس والحكومة.
- عولمة القهر: الولايات المتحدة والعرب والمسلمون قبل وبعد أحداث سبتمبر: يتناول الكتاب ما أسفرت عنه أحداث سبتمبر من زيادة حدة القهر وعلى الأخص للعرب والمسلمين وينتهي بخاتمة بعنوان ماذا بعد عولمة القهر؟
- عصر الجماهير الغفيرة: يتناول الكتاب جوانب من تطور المجتمع المصري خلال الخمسين سنة الأخيرة في مجالات: الصحافة، الاقتصاد، الثقافة، التلفزيون، السوبرماركت والسياحة، الأزياء والحب، والعلاقة بين الدين والدنيا.
- عصر التشهير بالعرب والمسلمين: تعرض العرب والمسلمين لما تعرضت له سائر الشعوب التي خضعت للاستعمار الغربي، من حملات ضارية من التشهير والتحقير، ولكن أضيف إلى ذلك، في الخمسين عاماً الماضية، حملات التشهير من جانب الصهيونية.
- خرافة التقدم والتأخر: الكتاب يثير شكوكا كثيرة في صحة الاعتقاد بفكرة التقدم والتخلف، وفيما إذا كان من الجائز وصف دول أو أمم بأنها متقدمة، وأخرى بأنها متخلفة أو متأخرة.
- ماذا حدث للمصريين؟ تطور المجتمع المصري في نصف قرن 1945 إلى 1995: أشهر كتاب لجلال أمين يحلل فيه بطريقته السهلة العميقة ما حدث من تغيرات في حياة المصريين وطريقتهم خلال النصف قرن الماضي وذلك بأسلوب ساخر جذاب.
- مصر والمصريون في عهد مبارك 1981 إلى 2008: يحلل وينتقد الأوضاع السياسية والاجتماعية لمصر والمصريين في عهد الرئيس مبارك.
- ماذا علمتني الحياة: سيرة ذاتية.
- كشف الأقنعة عن نظريات التنمية الاقتصادية: هذا الكتاب يتتبع التغيرات العريضة التي طرأت على الفكر الاقتصادي في موضوع التنمية والتخلف عبر القرون الخمسة الماضية، أي منذ نشأة الفكر مستقلا عن غيره من فروع الدراسات الاجتماعية وحتى الآن.
- شخصيات لها تاريخ: يتيح هذا الكتاب، الاقتراب الحميم من شخصيات شهيرة في التاريخ العربي والعالمي، عبر وجوهها المختلفة من أدبية وسياسية وفنية.
- فلسفة علم الاقتصاد: بحث في تحيزات الاقتصاديين وفي الأسس غير العلمية لعلم الاقتصاد.
- رحيق العمر: وهو سيرة ذاتية أخرى له بخلاف ماذا علمتني الحياة.
- مصر والمصريون في عهد مبارك: تحليل للتغيرات الاقتصادية والاجتماعية التي طرأت على مصر في عهد حسني مبارك. صدر بعد تنحي الأخير في ثورة 25 يناير.
- العولمة.
- العرب ونكبة الكويت.
- مكتوب على الجبين: حكايات على هامش السيرة الذاتية، 2016.

## وصلات خارجية
- جلال أمين على موقع أرشيف الشارخ.
- قراءة في كتاب «ماذا حدث للمصريين؟»
- قراءة في كتاب «خرافة التقدم والتأخر»
- ملخص لكتاب ماذا حدث للمصريين.
- قراءة في كتاب «ماذا حدث للمصريين؟» - شبكة الاعلام العربية «محيط»